# 鹿児島県道466号加治木停車場線
鹿児島県道466号加治木停車場線（かごしまけんどう466ごう かじきていしゃじょうせん）は、鹿児島県姶良市を通る一般県道である。

## 概要
姶良市の加治木駅前から姶良市加治木町諏訪町を結ぶ。

### 路線データ
- 起点：鹿児島県姶良市加治木町諏訪町（日豊本線 加治木駅前）
- 終点：鹿児島県姶良市加治木町諏訪町（鹿児島県道55号栗野加治木線交点）
- 陸上距離：およそ250 m

## 地理

### 通過する自治体
- 姶良市

### 交差する道路
| 交差する道路               | 交差する場所   | 交差する場所 |
| -------------------------- | -------------- | ------------ |
| 鹿児島県道55号栗野加治木線 | 加治木町諏訪町 | 終点         |

### 沿線
- JR九州日豊本線 加治木駅
- 姶良市役所 加治木総合支所